# Fernandão (ur. 1987)
José Fernando Viana de Santana (ur. 27 marca 1987 w Rio de Janeiro) – brazylijski piłkarz grający na pozycji napastnika w Fenerbahçe SK.